# مایکل مالت
مایکل مالت (انگلیسی: Michael Maltese؛ ۶ فوریهٔ ۱۹۰۸ – ۲۲ فوریهٔ ۱۹۸۱) یک فیلم‌نامه‌نویس اهل ایالات متحده آمریکا بود.